# No Security
No Security je live album grupe The Rolling Stones izdan krajem 1998. godine. Na albumu se nalaze pjesme koje su Stonesi izveli tijekom svoje Bridges to Babylon svjetske turneje. Za ovaj album Stonesi su pažljivo birali pjesme jer nisu željeli da se na njemu nađu pjesme koje su bile na prethodna dva live albuma "Still Life" (American Concert 1981) i Flashpointu pa je tako album sastavljen od pjesama koje su po prvi puta na nekom live izdanju i pjesama kojih na njima nije bilo duže vrijeme.

## Popis pjesama
1. "Intro" – 0:50
2. "You Got Me Rocking" – 3:26
3. "Gimme Shelter" – 6:12
4. "Flip The Switch" – 4:12
5. "Memory Motel" – 5:52
6. "Corinna" – 3:56
7. "Saint of Me" – 5:18
8. "Waiting On A Friend" – 4:52
9. "Sister Morphine" – 6:05
10. "Live With Me" – 3:55
11. "Respectable" – 3:20
12. "Thief In The Night" – 5:37
13. "The Last Time" – 4:19
14. "Out Of Control" – 7:59

## Top ljestvice

### Album
| Godina | Ljestvica         | Pozicija |
| ------ | ----------------- | -------- |
| 1998.  | UK Top 75 Albuma  | #67      |
| 1998.  | The Billboard 200 | #34      |

### Singlovi
| Godina | Singl           | Ljestvica              | Pozicija |
| ------ | --------------- | ---------------------- | -------- |
| 1998.  | "Gimme Shelter" | Mainstream Rock Tracks | #29      |

## Članovi sastava na albumu
- Mick Jagger - pjevač, usna harmonika
- Keith Richards - gitara
- Ron Wood - gitara
- Charlie Watts - bubnjevi

## Vanjske poveznice
- allmusic.com[neaktivna poveznica] - No Security